# معركة روكرو
مَعْرَكة رَوكِرو (بالأسبانية: Bataille de Rocroi)، دَارَتْ رَحَاها يَومْ 19 مايو 1643 في رَوكرو، فَرنسا، خِلال حربْ الثَلاثِين عامًا بينَ الجيش الفَرنسي، بقِيادة الدوق كوندي العظيم البالغ منَ العُمر 21 عامًا والقوات الإسبانية تَحتَ قِيادة الجِنرال فرانسيسكو دي ميلو بعدَ خمسة أيام فقط منْ اعتِلاء لويس الرابع عشر عرش فَرنسا بعَد وفاة والده. حَطمت مَعْرَكة رَوكِرو أسطورة وحدات التيرسيو الإسبانية الَتي «لاتُقهر»، وحدات المشاة المُرعبة التي سَيطرت على ساحات القِتال الأوروبية على مدار 120 عامًا الماضية. لذلك غالبًا ما تُعتبر المَعركة علَامة على نِهاية العظمة العسكرية الإسبانية وبداية الهيمنة الفرنسية في أوروبا. بعد رَوكِرو، تخلى الأسبان عن نظام التيرسيو واعتمدوا على تَكتيك خط المشاة التي استخدمه الفرنسيون. 

## خَلفية
منذ عام 1618، اندلعت حرب الثلاثين عامًا في ألمانيا، حيث كان آل هابسبورغ النمساويون والإسبان الكاثوليك يقاتلون الدول البروتستانتية. في عام 1635، قررت فرنسا التدخل بشكل مباشر وأعلنت الحرب على آل هابسبورغ وإسبانيا، وذلك خوفًا من سلام مؤيد للغاية لأسرة هابسبورغ بعد سلسلة من الهزائم البروتستانتية، على الرغم من كون فرنسا قوة كاثوليكية قمعت تمرداتها البروتستانتية. انتهى الغزو الأولي لهولندا الإسبانية بالفشل، وتراجع الفرنسيون إلى حدودهم.
في ديسمبر 1642 توفي الكاردينال ريشيليو، رئيس الوزراء في حكومة لويس الثالث عشر ملك فرنسا، وأعقب ذلك وفاة الملك في 14 مايو 1643، عندما ورث ابنه لويس الرابع عشر العرش. على الرغم من تلقي مبادرات السلام وسط الوضع الداخلي غير المستقر، لم يرغب رئيس الوزراء الفرنسي الجديد، مازارين، في إنهاء الحرب ومارس ضغوطًا عسكرية فرنسية على فرانش كونتي وكاتالونيا وهولندا الإسبانية.
فتحت معركة هونكورت في مايو 1642 الطريق نحو باريس، وتقدم جيش فلاندرز الإسباني الشهير عبر آردين إلى شمال فرنسا مع 27000 رجل على أمل تخفيف الضغط على كاتالونيا وفرانش كونتي.

## مُقَدمة
في الطريق، فرضت القوات الإسبانية، بقيادة فرانسيسكو دي ميلو، حصارًا على بلدة روكرو المحصنة.  تم تعيين كوندي العظيم، قائداً للجيش الفرنسي في أميان، لوقف التوغل الإسباني. كان يبلغ من العمر 21 عامًا، لكنه أثبت بالفعل أنه قائد جريء وماكر، وكان يحظى بدعم مرؤوسين جديرين، مثل المارشال جان دي جاسيون. بلغ عدد القوات الفرنسية في المنطقة 23000. تقدم كوندي للقاء جيش دي ميلو المتفوق عدديًا على طول نهر ميوز. في 17 مايو، علم كوندي أن الملك قد مات لكنه أبقى الخبر سرا عن جيشه. 
وصلت مَعلومة إلى كوندي بأن 6000 جندي إسباني كانوا في طريقهم إلى روكرو، وسارع إلى هناك في 18 مايو.  قرر شن هجوم قبل أن يتم تعزيز قوات دي ميلو ضد نصيحة القادة المرؤوسين الأكبر سنًا. أمر جيشه بالتقدم من خلال النهج الوحيد المتاح، وهو السَير بين الغابات والمستنقعات التي فشل الإسبان في سدها. بعد ظهر ذلك اليوم، اتخذ الفرنسيون موقعًا على منحدر يطل على روكرو. علم دي ميلو بالتقدم الفرنسي، وقرر إشراك القوات القادمة، بدلاً من الاستثمار في حصار، حيث اعتبر جيشه أقوى. وعليه، تشكل الجيش الإسباني بين الفرنسيين وروكرو، واستعد الطرفان للمعركة في اليوم التالي. توقع الإسبان نصرًا حاسمًا يجبر الفرنسيين على التفاوض من أجل السلام.

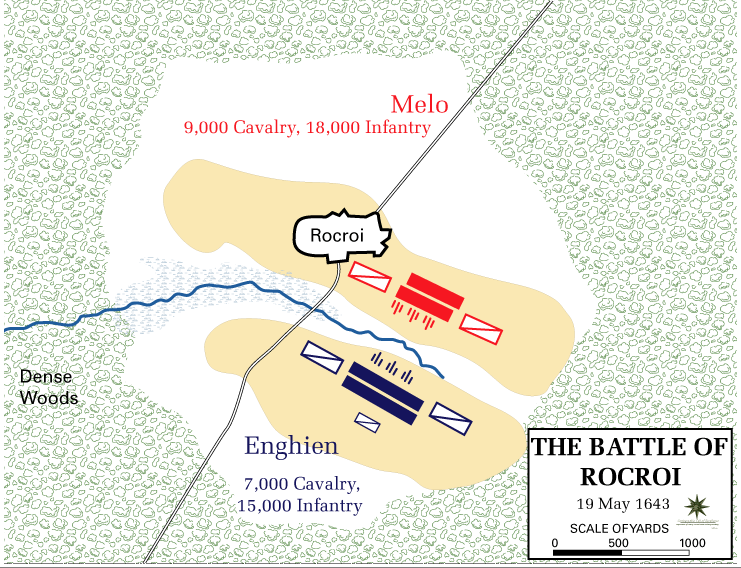
خريطة ترتيبات القوات.

تم ترتيب الجيش الفرنسي في صفين من المشاة في الوسط، وسرب من سلاح الخَيالة في كل جناح، وخط رفيع من المدفعية في المقدمة. تم وضع الجيش الإسباني بشكل مشابه ولكن مع مركز المشاة في تَشكيلتهم التقليدية «التيرسيو»، مع وجود حوالي 8000 إسباني مدربين تدريباً عالياً أمامهم وخلفهم من المشاة المرتزقة.  تبادل الجيشان إطلاق النار بعد ظهر يوم 18 مايو، لكن المعركة الكاملة لم تحدث حتى اليوم التالي.

## المعركة
بدأت المعركة في وقت مبكر من صباح يوم 19 مايو في أرض زراعية مفتوحة أمام روكرو  بهجوم من سلاح الخَيالة الفرنسي على اليسار الإسباني.  قام الخَيالة الفرنسيون على اليمين بقيادة جان دي جاسيون بدفع سلاح الخَيالة الإسباني إلى الخلف، وتبعهم كوندي بشحن الجناح الأيسر الإسباني المكشوف بسرعة. تم هزيمة الخَيالة الإسبان، وتحرك كوندي ضد النخبة من جنود المشاة الإسبان، الذين اشتبكوا مع نظرائهم الفرنسيين وكانوا يتفوقون عليهم. في الوقت نفسه، قام سلاح الخَيالة الفرنسي على اليسار، خلافًا لأوامر كوندي، بمهاجمة اليمين الإسباني وتم صدهم.  شن الأسبان هجومًا مضادًا، وكان ناجحًا جدًا في البداية، لكن تقدمهم أوقفه الاحتياط الفرنسي في النهاية. في هذه المرحلة، كان اليسار والوسط الفرنسيان في محنة.
كانت المعركة لا تزال غير حاسمة، بحيث نجح كلا الجيشين على يمينهما لكن فشلا على اليسار.

### كونديالمُحنك

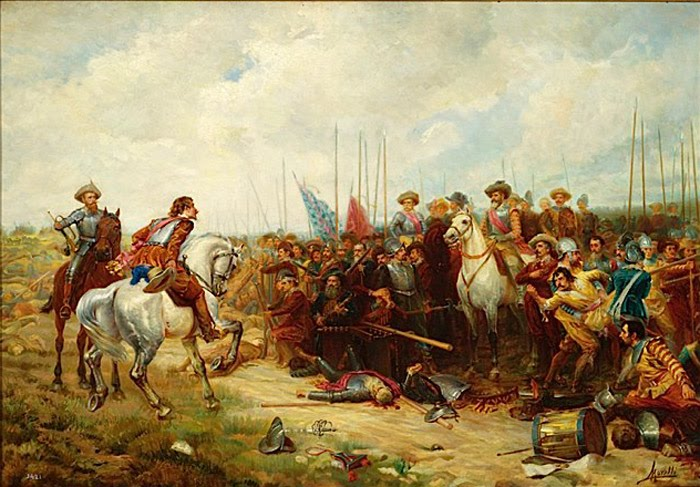
بول برنارد دوق فانتين صَريعاً في المَيدان بريشة فيكتور موريلي سانشيز.

أدرك كوندي أن يساره ووسطه كانا ينحنيان تحت الضغط، وقرر عدم سحبهما للخلف، ولكن استغلال زخمه على الجهة اليمنى. أمر سلاح الخَيالة الفَرنسي بالقيام بحركة تَطويق، والتي تحققت بضربة خاطفة وضعت القوات الفرنسية وراء الخطوط الإسبانية. ثم حطم الجزء الخلفي من المشاة الإسبان في الوسط واستمر في الاصطدام بمؤخرة سلاح الخَيالة الإسباني الأيمن الذي اشتبك مع احتياطه.  كانت هذه الخطوة ناجحة تمامًا، وعندما تشتت سلاح الخَيالة الإسباني، ترك المشاة معزولين، مما دفع طاقم المدفعية الإسبانية إلى الفرار من ساحة المعركة. اعتبر المشاة الأسبان الأفضل في أوروبا منذ أكثر من قرن من الزمان، وهم الآن محاطون من جميع الجهات بتشكيلاته وصدوا هجومين لسلاح الخَيالة الفرنسي.  حشد كوندي مدفعيته إلى جانب المدافع الإسبانية التي تم الاستيلاء عليها، وضرب التَشكيلات الإسبانية بلا هَوادة. مرهقين ومكسورين، هجر الألمان والوالون أرض المَعركة، لكن التَشكيلات الأسبانية المخضرمة من التيرسيوس ظلت في الميدان مع قائدهم. 

### خاتمة المَعركة

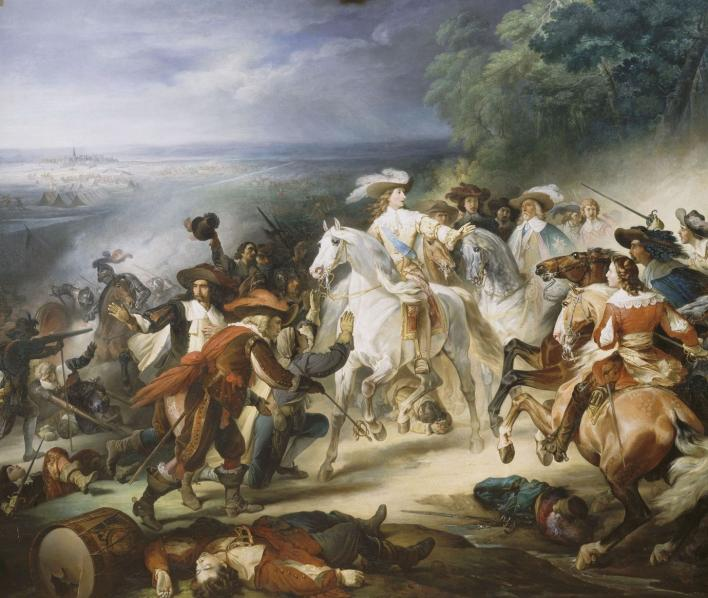
كوندي العظيم بَعدَ المَعركة بريشة فرنسوا جوزيف هايم.

على الرغم من نيران المدفعية الثقيلة ومقتل قائدهم بول برنارد دوق فانتين، امتص الإسبان المزيد من هجمات سلاح الخَيالة الفرنسي دون كسر تَشكيلاتهم.  أعجب كوندي بشجاعتهم في القتال، وعرض شروط استسلام مماثلة لتلك التي حصلت عليها الحامية المحاصرة في الحصن، وقبلها الإسبان. ولكن عندما تقدم كوندي شخصيًا إلى الأمام لتسلمهم، اعتقد بعض الإسبان على ما يبدو أن هذه كانت بداية هجوم لسلاح الخَيالة الفرنسي وفتحوا النار عليه.  غاضبًا من هذا الغدر الواضح، هاجم الفرنسيون مرة أخرى، هذه المرة دون مقابل وبنتيجة مدمرة، تم تدمير الجيش الإسباني تقريبًا.  تشير بعض المصادر الإسبانية إلى أن ثلاث كتائب مشاة إسبانية فقط دمرت على يد الفرنسيين، بينما سُمح للاثنتين الباقيتين بمغادرة الميدان بأعلام وأسلحة منتشرة.
كانت الخسائر الفرنسية حوالي 4000. أبلغ القائد الإسباني ميلو عن خسائره بـ 6000 ضحية و 4000 أسير في تقريره إلى مدريد بعد يومين من المعركة.  تقديرات القتلى في الجيش الإسباني تتراوح من 4000 إلى 8000.  من بين 7000 جندي مشاة إسباني، تمكن فقط 390 ضابطًا و 1386 جنديًا من المجندين من الفرار إلى هولندا الإسبانية.  يسرد المؤرخ جوثري 3400 قتيل و 2000 أسير لخمسة كتائب مشاة إسبانية وحدها، بينما هرب 1600.  كانَ معظم الضحايا من المشاة الإسبان، بينما تمكن سلاح الخَيالة والمدفعية من الانسحاب، وإن كان ذلك مع فقدان جميع المدافع. 

## ما بَعد الواقعة والأهمية

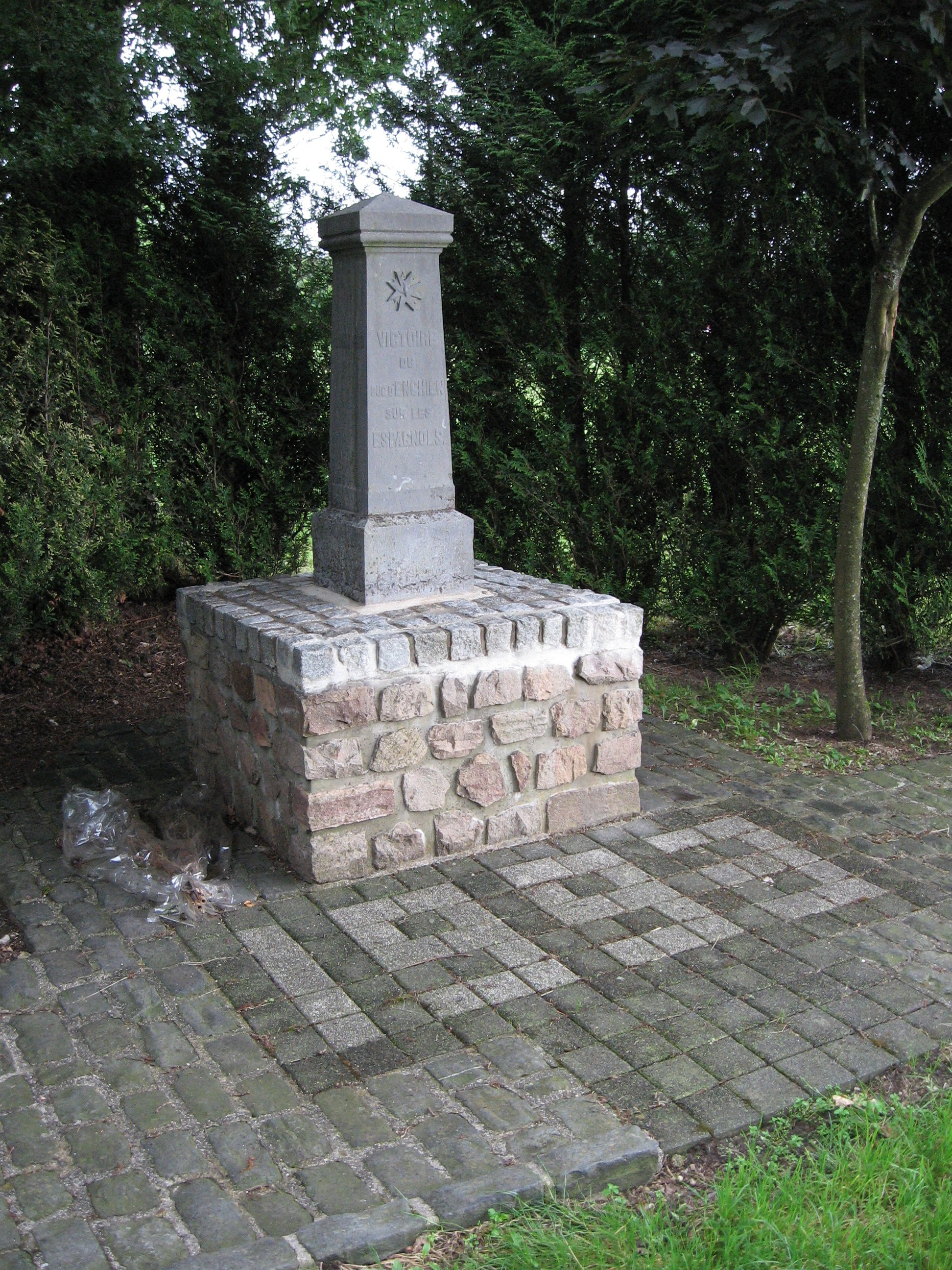
شاهدة إحياء ذكرى معركة روكرو في روكرو، فرنسا.

رفع الفرنسيون حصار روكرو لكنهم لم يَملكوا القوية الكافية لنقل القتال إلى فلاندرز الإسبانية. أعاد الأسبان تجميع صفوفهم بسرعة واستقروا في مواقعهم. انتهى عام 1643 بمأزق كان كافياً لنجاح فرنسا. ومع ذلك، كانت المعركة ذات أهمية رمزية كبيرة بسبب السمعة العالية لجيش فلاندرز. ووصفها ميلو في تقريره إلى الملك بأنها «أكبر هزيمة على الإطلاق في هذه المقاطعات».
كان إثبات القوة مهمًا لفرنسا. في الداخل، كان يُنظر إليه على أنه فأل خير لعهد الملك الجديد، وَقد امنة سلطة آن من النمسا كملكة ووصية على لويس الرابع عشر البالغ من العمر أربع سنوات، ورئيس الوزراء المعين حديثًا مازارين. لم يثق كل من ريشيليو ولويس الثالث عشر في آن (كونها أخت فيليب الرابع ملك إسبانيا)، لكن بصفتها وصية على العرش، ثَبتت مازارين، ربيب ريشيليو ووريثه السياسي، وحافظت على سياسة الحرب الفرنسية.
أسست المعركة سمعة كوندي البالغ من العمر 21 عامًا، والذي فاز به انتصاراته العديدة لأستحقاق لقب «كوندي العظيم».

للعالم الخارجي، أظهرت المَعركة أن فرنسا ظلت قوية على الرغم من ملكها البالغ من العمر أربع سنوات. ستشهد العقود التالية انتقال السيادة في أوروبا ببطء من هابسبورغ إسبانيا إلى بوربون فرنسا، حيث تغلب النظام الملكي المطلق في فرنسا على السلطة الإمبراطورية الإسبانية. لقد قام مازارين بالمناورة للحصول على مساحة للتعامل مع الفروند ولإدارة المد ببطء ضد الإسبان في فرنسا وفي البلدان المنخفضة. بالانتقال إلى التحالف مع إنجلترا، هزم الإسبان في معركة الكثبان واستولى على دونكيرك في عام 1658، مما أدى إلى معاهدة جبال البرانس في عام 1659. على الرغم من أن إسبانيا بدت قوية جدًا حتى عام 1652، إلا أن تسوية السلام عكست زوال سيطرة إسبانيا على أوروبا في أواخر خمسينيات القرن السادس عشر.

## المَراجع
1. 1 2  Tucker, Spencer (2011). Battles that Changed History: An Encyclopedia of World Conflict (بالإنجليزية). ABC-CLIO. p. 200. ISBN:978-1-59884-429-0. Archived from the original on 2021-05-05.
2. 1 2  Nolan، Cathal. "The Age Of Wars Of Religion, 1000 1650". www.goodreads.com. ص. 743. مؤرشف من الأصل في 2021-04-29. اطلع عليه بتاريخ 2020-07-31.
3. 1 2  Tucker, Spencer (2011). Battles that Changed History: An Encyclopedia of World Conflict (بالإنجليزية). ABC-CLIO. p. 201. ISBN:978-1-59884-429-0. Archived from the original on 2021-05-05.
4. 1 2  Nolan، Cathal. "The Age Of Wars Of Religion, 1000 1650". www.goodreads.com. ص. 744. مؤرشف من الأصل في 2021-04-29. اطلع عليه بتاريخ 2020-07-31.
5. 1 2 3  Tucker, Spencer (2011). Battles that Changed History: An Encyclopedia of World Conflict (بالإنجليزية). ABC-CLIO. p. 202. ISBN:978-1-59884-429-0. Archived from the original on 2021-05-05.
6. 1 2  Nolan، Cathal. "The Age Of Wars Of Religion, 1000 1650". www.goodreads.com. ص. 744. مؤرشف من الأصل في 2021-04-29. اطلع عليه بتاريخ 2020-07-31.
7. ↑  Guthrie 2003، صفحة 180.
8. 1 2  Tucker, Spencer (2011). Battles that Changed History: An Encyclopedia of World Conflict (بالإنجليزية). ABC-CLIO. p. 200. ISBN:978-1-59884-429-0. Archived from the original on 2021-05-05.
9. ↑  Tucker, Spencer (2011). Battles that Changed History: An Encyclopedia of World Conflict (بالإنجليزية). ABC-CLIO. pp. 200–201. ISBN:978-1-59884-429-0. Archived from the original on 2021-05-05.
10. 1 2 3 4 5 6 7 8 9 10 11  Tucker, Spencer (2011). Battles that Changed History: An Encyclopedia of World Conflict (بالإنجليزية). ABC-CLIO. p. 201. ISBN:978-1-59884-429-0. Archived from the original on 2021-05-05.
11. ↑  Iselin 1965، صفحة 149.
12. ↑  Agustín Pacheco Fernández, Rocroi, el último tercio. Spain: Galland Books, 2011. pp. 15-17
13. ↑  González de León 2009، صفحة 312–313.
14. 1 2  González de León 2009، صفحة 312.
15. 1 2  Guthrie 2003، صفحة 182.
16. ↑  González de León 2009، صفحة 313.
17. ↑  Jeremy Black, European Warfare, 1494-1660, Psychology Press, 2002, p 147
18. ↑  Perry Anderson (23 أبريل 2013). Lineages of the Absolutist State (Verso World History Series). Verso Books. ص. 47. ISBN:978-1-78168-054-4. مؤرشف من الأصل في 2016-10-13. اطلع عليه بتاريخ 2013-04-28.
19. ↑  William Young (1 سبتمبر 2004). International Politics And Warfare In The Age Of Louis Xiv And Peter The Great: A Guide To The Historical Literature. iUniverse. ص. 157. ISBN:978-0-595-32992-2. مؤرشف من الأصل في 2016-10-01. اطلع عليه بتاريخ 2013-04-28.

- Dupuy, Trevor N. (1993). Harper Encyclopedia of Military History. New York: HarperCollins. ISBN:0-06-270056-1. مؤرشف من الأصل في 2022-10-07.
- González de León, Fernando (2009). The Road to Rocroi: Class, Culture and Command in the Spanish Army of Flanders, 1567–1659 (بالإنجليزية). لايدن: دار بريل للنشر. ISBN:978-90-04-17082-7.
- Guthrie, William. P. (2003). The Later Thirty Years' War: From the Battle of Wittstock to the Treaty of Westphalia (بالإنجليزية). ويستبورت (كونيتيكت): Greenwood Press. ISBN:0-313-32408-5.
- Stephane Thion (2013). Rocroi 1643: The Victory of Youth. Histoire et Collections. ISBN:978-2352502555.